# Soledad Nueva
Soledad Nueva es una localidad del estado mexicano de Guanajuato. Es parte del municipio de Dolores Hidalgo.

## Demografía
| Gráfica de evolución demográfica |
|                                  |

| Censo | Población |
| ----- | --------- |
| 1900  | 325       |
| 1910  | 259       |
| 1921  | 140       |
| 1930  | 378       |
| 1940  | 316       |
| 1950  | 331       |
| 1960  | 490       |
| 1970  | 441       |
| 1980  | 474       |
| 1990  | 771       |
| 2000  | 991       |
| 2010  | 1 161     |
| 2020  | 1 297     |